# 벵골보리수
벵골보리수(Ficus benghalensis)는 뽕나무과 무화과나무속의 상록 교목이며, 벵골고무나무라고도 한다. 반얀나무(Banyan)의 일종으로, 좁은 의미로는 반얀나무와 동의어로 사용된다.

## 생태
전체적인 외관은 근연종인 대만고무나무(Ficus microcarpa)와 유사한 형태를 갖는다.
무화과나무속의 다른 종들과 마찬가지로 착생식물의 특징을 갖고 있으며, 많은 받침뿌리를 내리며 숙주로 삼은 나무나 건물을 덮으며 자란다.
잎은 긴 타원형이며, 표피는 혁질(革質)이고 밀랍의 질감이 난다.

## 분포
원산지는 인도 동부와 방글라데시 등 인도 아대륙 지역이며, 대부분 열대 우림 지역에 집중되어 있다. 특히 인도에서는 국목(國木)으로 여겨지며, 인도에 서식하는 몇몇 개체는 세계에서 가장 큰 나무 중 하나로 기네스 세계 기록에 등재되기도 했다.
유명한 벵골보리수로는 기네스 세계 기록에 등재된 안드라프라데시주 아난타푸르의 티마마 마리마누(Thimmamma Marrimanu), 서벵골주 하우라의 식물원에 있는 그레이트 반얀(The Great Banyan), 알렉산드로스 대왕의 인도 원정 도중 네아르코스의 기록에 언급된 구자라트주 나르마다강 연안의 카비르바드(Kabirvad) 등이 있다.

## 이용
이산화황, 납, 카드뮴 등의 오염 물질에 강하며, 가지가 옆으로 넓게 뻗어나가 강한 햇빛을 차단할 수 있어 가로수로 많이 활용된다.
또한 독특한 외형으로 인해 관엽식물로 많이 이용되며, 어린 나무는 화분에 심어져 분재용으로 재배된다.

## 문화
고대 인도에서 니야그로다(산스크리트어: Nyagrodha) 또는 니그로다(팔리어: Nigrodha)로 불렸으며, 한자 문화권에서는 불경을 번역하면서 니구율수(尼拘律樹)로 알려졌다.
불교에서는 인도보리수와 함께 신성한 나무로 추앙받으며, 윤회 및 장수와 풍요의 상징으로 여겨진다.
상좌부 불교에서는 보리를 얻기 위한 수행의 장소로 이용되었으며, 과거칠불 중 하나인 가섭불(迦葉佛)이 나무 아래에서 깨달음을 얻었다.
나무는 크게 자라지만 열매가 작기 때문에 불경에서는 작은 것에서 큰 과실을 얻는 사람에 비유되기도 하며, 《무량수경》에서는 극락 보살의 광활한 지혜로 비유되었다.

## 사진

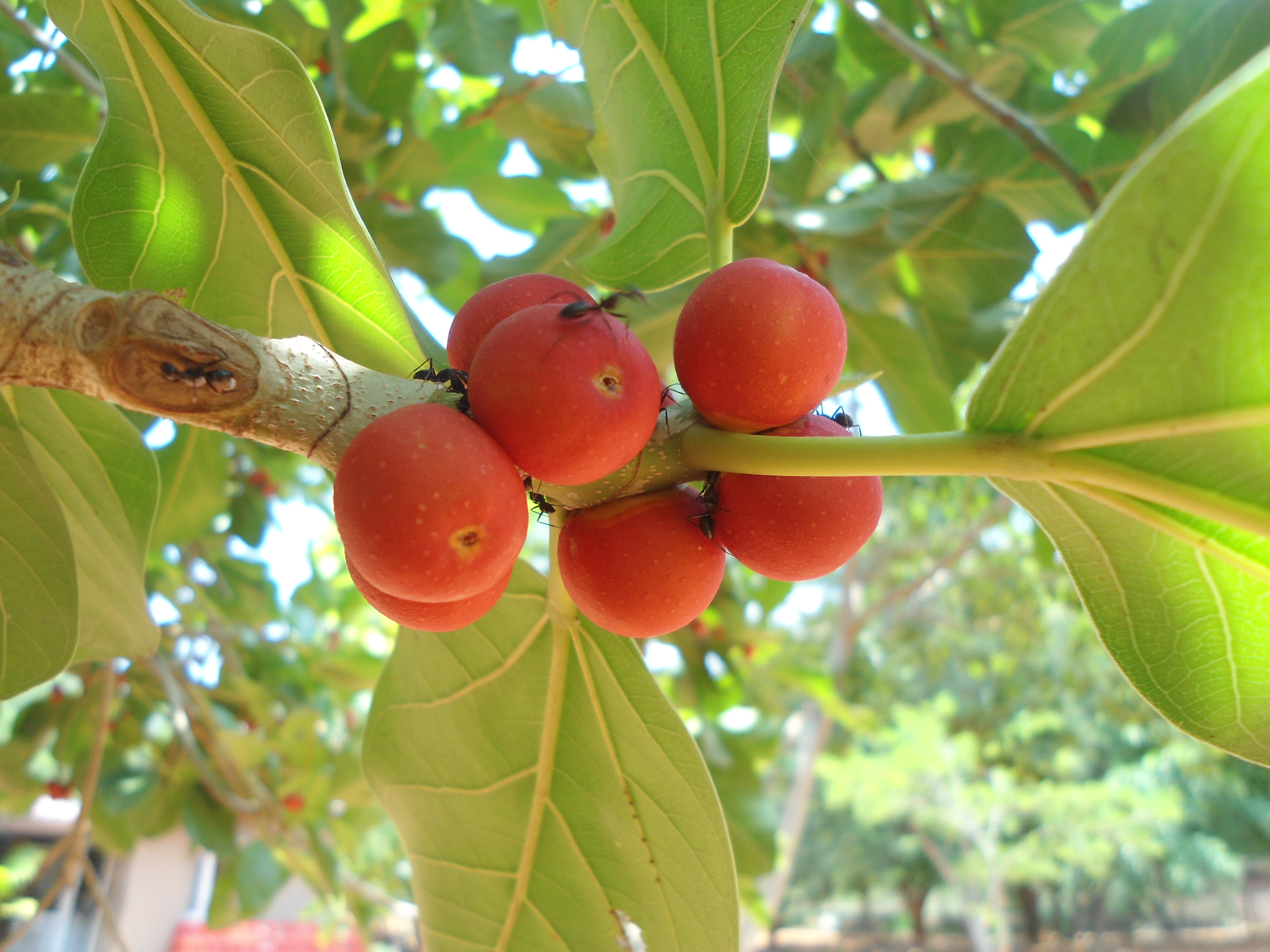
벵골보리수 열매.
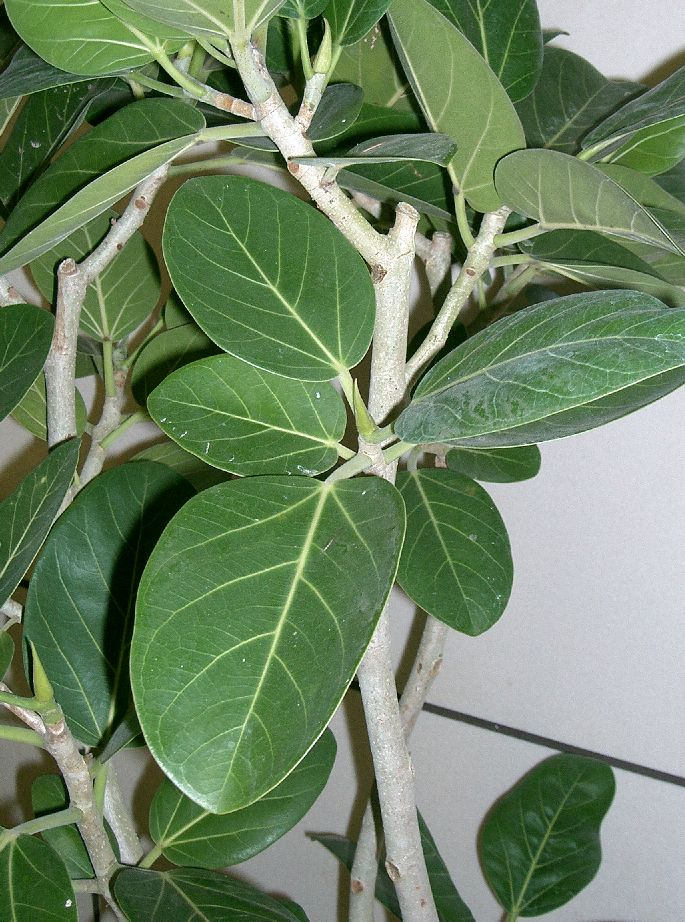
벵골보리수 잎.
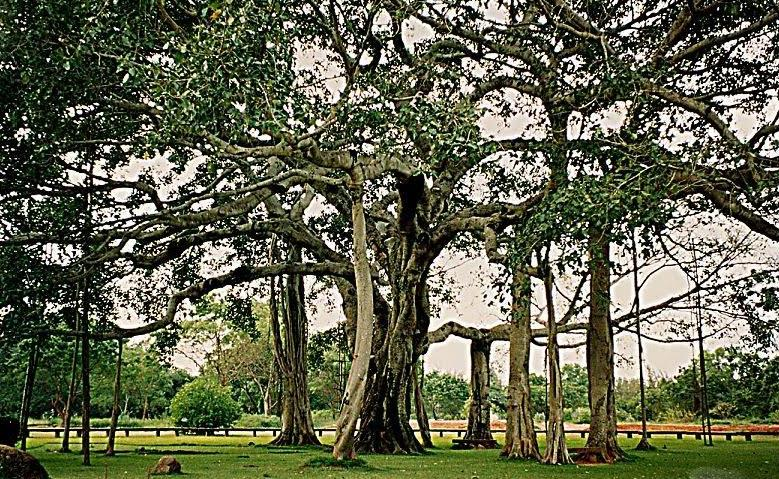
인도 아난타푸르에 있는 티마마 마리마누(Thimmamma Marrimanu).
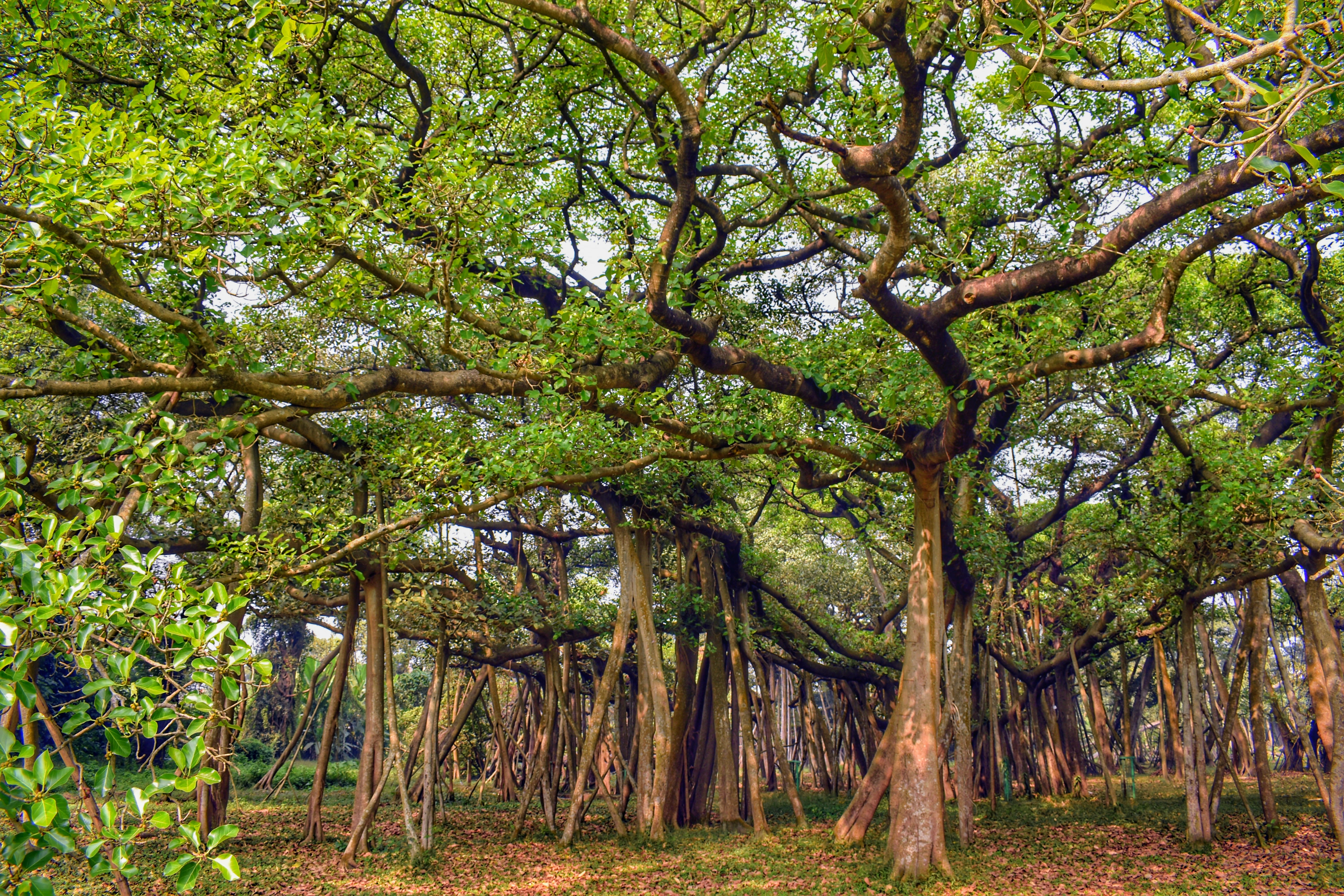
인도 하우라의 식물원에 있는 그레이트 반얀(The Great Banyan).

## 같이 보기
- 반얀나무